# 多治見運動公園
多治見運動公園（たじみうんどうこうえん）は、岐阜県多治見市にある公園。

## 概要
「多治見市運動公園」や「星ヶ台運動公園」と呼ばれる場合もある。公園全体の広さは23.7haで都市公園法の分類は運動公園。野球場、陸上競技場、テニスコート、運動広場で構成される。

## 沿革
- 1949年（昭和24年）11月15日 - 市営球場完成
- 1964年（昭和39年）4月1日 - 多治見運動公園開設
- 1968年（昭和43年）3月31日 - 旧第1テニスコート完成
- 1969年（昭和44年）8月20日 - 陸上競技場完成
- 1973年（昭和48年）3月30日 - 運動広場完成
- 1976年（昭和51年）2月26日 - 第2テニスコート完成
- 1995年（平成7年）3月31日 - 新第1テニスコート完成
- 1996年（平成8年）7月 - 陸上競技場全面改修

## 施設

### 野球場

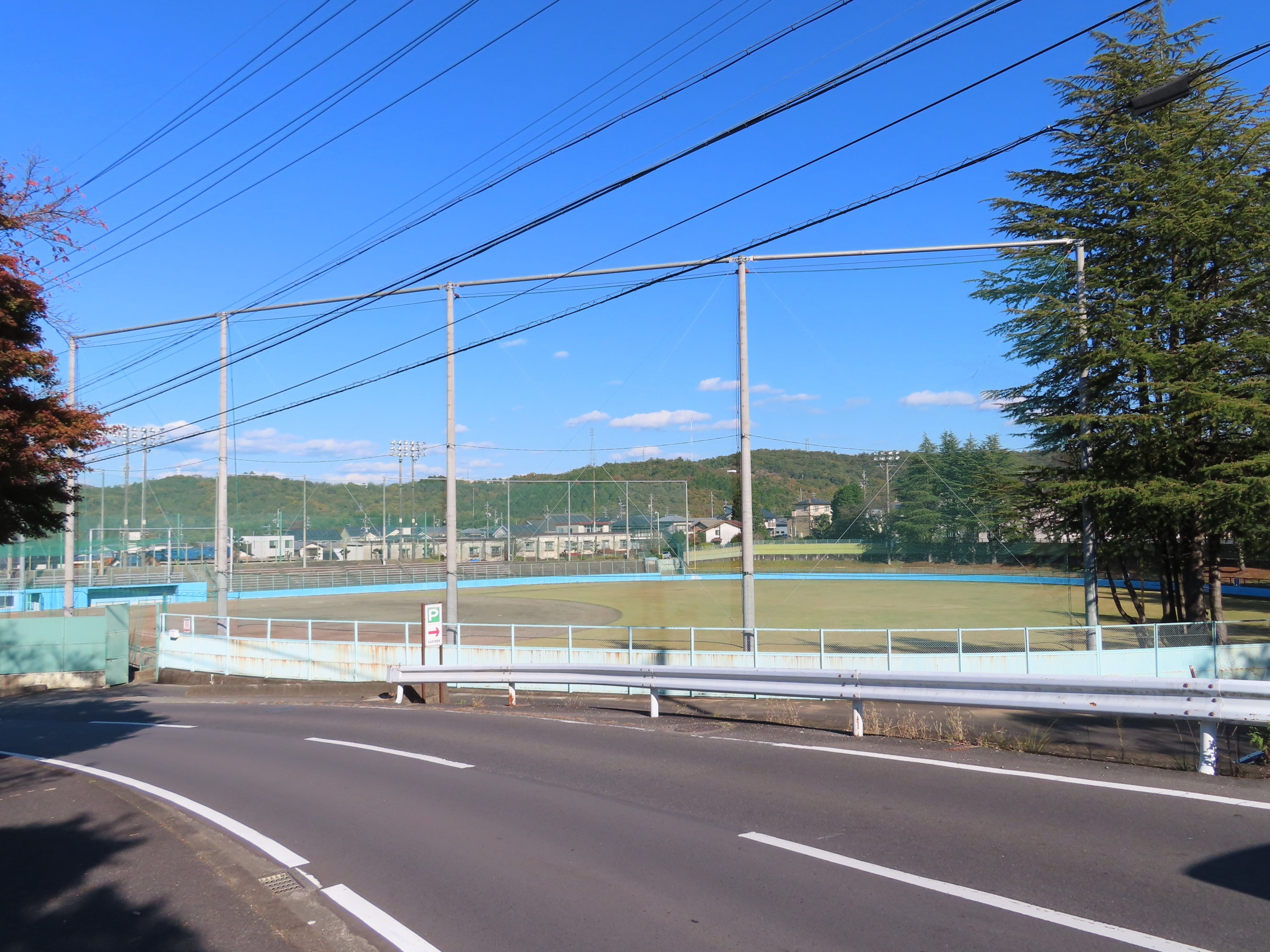
野球場（多治見市営球場）

- 多治見市営球場
  - 両翼：91m
  - 中堅：122m
  - 収容人数：5,000人

### 陸上競技場

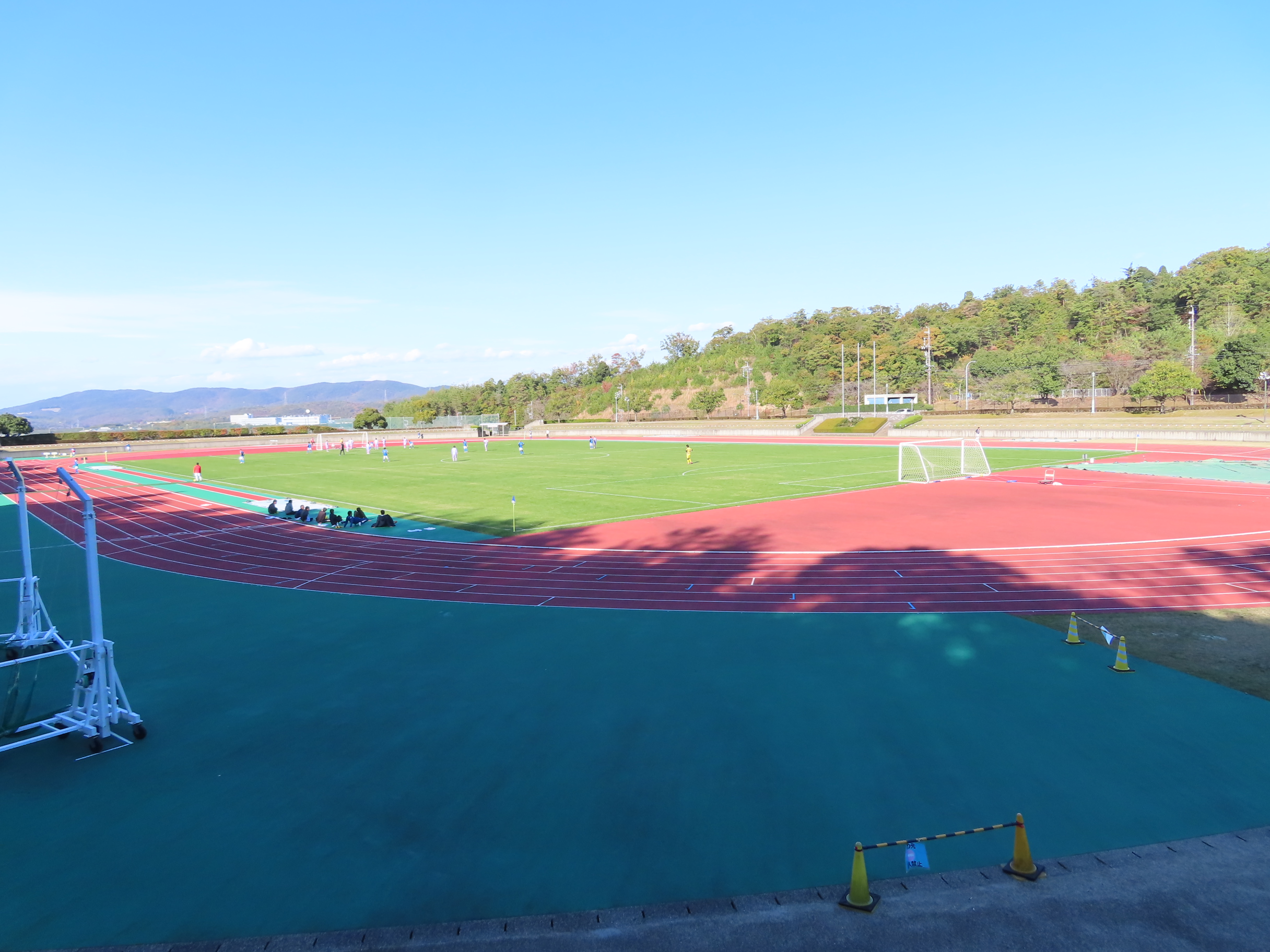
陸上競技場(多治見市星ヶ台競技場）

- 多治見市星ヶ台競技場
  - 日本陸上競技連盟第2種公認
  - トラック：400m×8レーン
  - フィールド：106m×68m
  - 収容人数：4,520人

### テニスコート
- 多治見市テニスコート（通称：星ヶ台テニスコート）
  - 第1コート
    - 全天候型砂入人工芝5面
    - ナイター設備

  - 第2コート
    - アンツーカ5面

### 運動広場
- 多治見市運動広場（通称：星ヶ台運動広場）
  - 面積：11,450m2

## 所在地
- 岐阜県多治見市星ヶ台3丁目地内

## 交通機関
- JR中央本線・太多線 多治見駅・多治見駅前バスターミナル3番のりばから
  - 東鉄バス・滝呂台線、学園都市線「TYKスポーツパーク」バス停下車。
  - 多治見市営球場へは一つ前の「TYKスポーツパーク口」バス停下車、徒歩で約1分。

## 周辺
- 多治見市立多治見中学校
- 岐阜県セラミックス研究所